# Hammersmith Apollo
För andra betydelser, se Apollo.

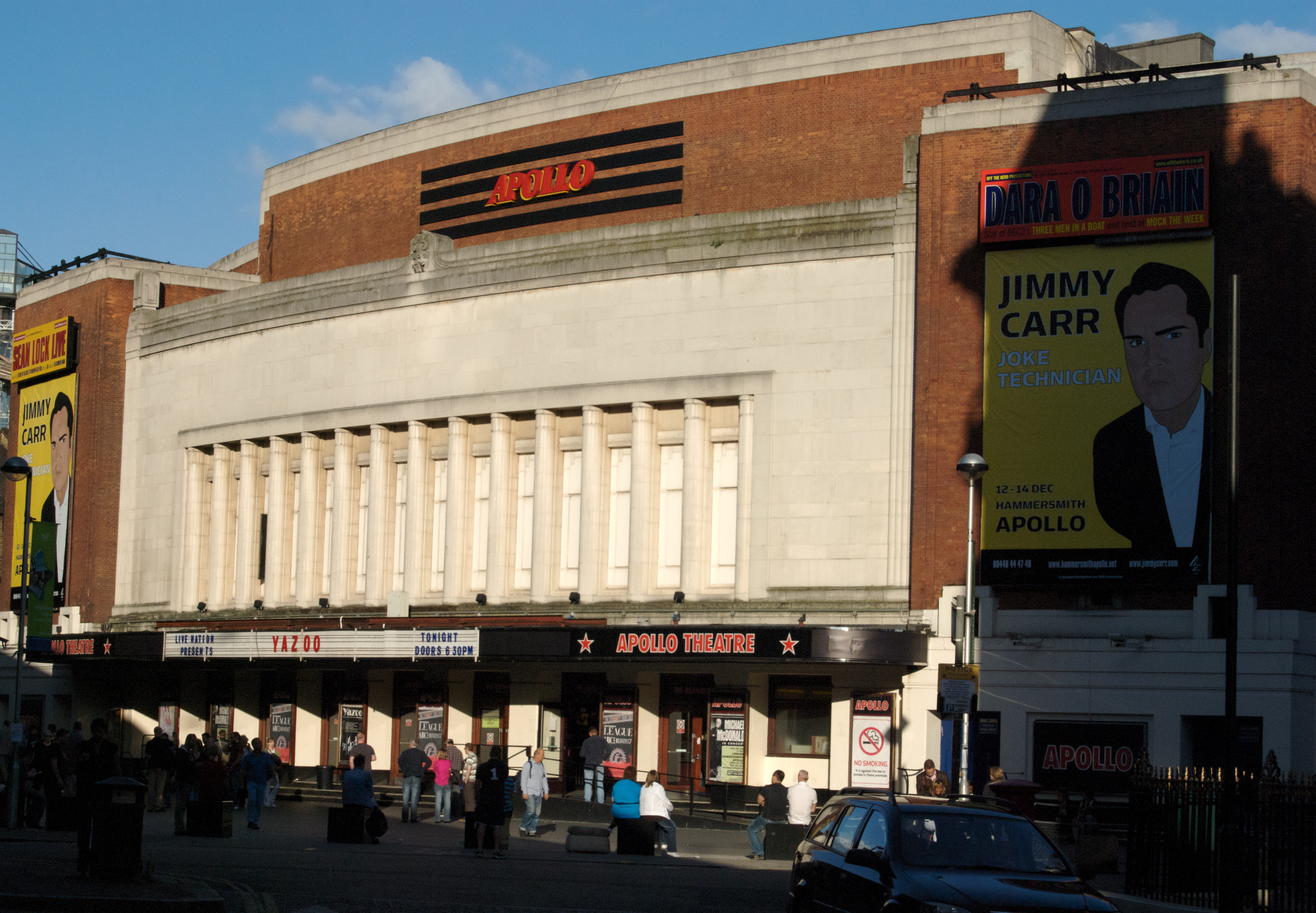
Hammersmith Apollo

Hammersmith Apollo, tidigare Hammersmith Odeon Theatre, är en konsertlokal i London, England. 
Live at the Apollo är ett brittiskt ståuppkomedi-program som i Storbritannien sänds på BBC One och i Sverige sänds på TV4 Komedi.
Hammersmith Apollo är en av de stora konsertlokalerna för rockscenen i staden. Det var bland annat här Bruce Springsteen gjorde sin första europeiska konsert och David Bowie gjorde sin avskedskonsert som Ziggy Stardust 3 juli 1973. Live from the Dark är en live-DVD av Europe inspelad på Hammersmith som gavs ut 2005. Andra höjdpunkter: 21 september 1986 spelade Metallica på Apollo under Master of Puppets Tour, 1983 spelade Dire Straits in Alchemy: Dire Straits Live och julen 1975 gjorde Queen under the A Night at the Opera Tour en legendarisk julkonsert.